# Francine Jeanprêtre
Francine Jeanprêtre, née le 6 juillet 1946 à Neuchâtel (originaire de Couvet, Corcelles BE et Morges), est une personnalité politique suisse, membre du parti socialiste. 
Elle est députée du canton de Vaud au Conseil national de novembre 1987 à décembre 1999 et conseillère d'État, à la tête du département de la formation et de la jeunesse, de juillet 1998 à juin 2002.

## Biographie

### Origines et famille
Originaire de Couvet, Corcelles BE et Morges, Francine Jeanprêtre naît Francine Borel le 6 juillet 1946 à Neuchâtel. 
Elle est divorcée et mère de deux enfants. 

### Études
Après ses écoles primaire et secondaire à La Chaux-de-Fonds et sa maturité dans la même ville, elle entame des études de droit à l'Université de Neuchâtel.
Elle interrompt ses études entre 1975 et 1979, période au cours de laquelle elle obtient un diplôme de secrétaire médicale à Bâle. Elle retourne ensuite en Suisse romande et termine ses études de droit à l'Université de Lausanne. Elle y commence un doctorat sur le droit du travail.

## Parcours politique

### Niveau communal
Elle est membre du Conseil communal de Bottens de 1977 à 1979, puis de celui de Morges de 1980 à 1981 et de 1991 à 1998. De 1982 à 1990, elle siège à la municipalité de Morges, à la tête du dicastère de l’urbanisme. En 1991, elle outrepasse le secret de fonction qui la lie encore à Morges en dénonçant l'utilisation abusif des dossiers de police. Plainte est portée contre elle par la ville de Morges, mais le Conseil des États, contrairement au Conseil national, refuse de lever son immunité parlementaire,.

### Niveau fédéral
Entre 1987 et 1999, elle est députée au Conseil national. Elle y siège à la Commission de l'environnement, de l'aménagement du territoire et de l'énergie (CEATE), à la Commission des affaires juridiques (CAJ) et à la Commission de la sécurité sociale et de la santé publique (CSSS). Dans le cadre de son mandat parlementaire, elle intervient fréquemment sur les dossiers liés aux assurances sociales, à l'environnement, à la fiscalité et à la politique étrangère. Elle est par ailleurs l'un des vice-présidents du Parti socialiste de 1998 à 2002.
En 1990, elle est vice-présidente du groupe de travail présidé par le conseiller aux États appenzellois Otto Schoch qui est chargé de soumettre des propositions de réforme de l'armée. En 1994, elle copréside le comité de gauche favorable à la création d'un corps suisse de casques bleus, réforme qui sera refusée par le peuple. En 1995, elle annonce vouloir se présenter au Conseil des États, mais renonce lorsque la syndique de Lausanne Yvette Jaggi se porte candidate. En 1998, le Conseil national approuve son idée de supprimer la clause constitutionnelle qui interdit à deux personnalités du même canton de siéger au Conseil fédéral. En 1999, elle renonce à se représenter au Conseil national en raison de son élection au Conseil d'État intervenue l'année précédente.

### Conseillère d'État
Le 15 mars 1998, elle est élue au Conseil d'État du canton de Vaud, arrivant en deuxième position lors du second tour de scrutin. Elle prend la tête du Département de la formation et de la jeunesse. En octobre, elle rompt la collégialité avec l'écologiste Philippe Biéler et tous deux appellent à voter non au frein à l'endettement. Jean-François Steiert y est son collaborateur personnel à partir d'août 2000. Pendant son mandat, elle entretient de mauvaises relations avec les syndicats d'enseignants et avec la base du parti socialiste. Candidate à sa réélection en mars 2002, année où elle préside le Conseil d'État, elle termine en dixième position et est devancée par les autres candidats socialistes, Pierre Chiffelle et Anne-Catherine Lyon. Elle se retire à l'issue du premier tour en raison de ce mauvais résultat.